# Tobiasz Wiszniowski
Tobiasz Wiszniowski – polski XVI-wieczny pisarz, autor cyklu Trenów poświęconych jego matce, Róży Wiszniowskiej, opublikowanych w Krakowie w 1585 roku.
Niewiele wiadomo o biografii Wiszniowskiego. Wywodził się prawdopodobnie z drobnej szlachty, w momencie publikacji Trenów był zapewne młody i nie piastował jeszcze żadnego znacznego stanowiska. Był chrześcijaninem, lecz nie katolikiem. Część badaczy (m.in. Tadeusz Czacki i Franciszek Siarczyński) uważa, że ojcem autora Trenów był zarządca majątku w Wojnarowej, a on sam był początkowo związany ze środowiskiem kalwińskim, a następnie braci polskich oraz że był on autorem kontrowersyjnego utworu wolnomyślicielskiego Prawdy chrześcijańskie (wyd. 1580/1599 w Rakowie, utwór zaginiony). Część badaczy przypisuje jednak autorstwo Prawd chrześcijańskich innym pisarzom, m.in. Stanisławowi Wiśniowskiemu (teza Aleksandra Maciejowskiego) oraz Maciejowi Seydlowi (teza Henryka Merczynga, który Tobiaszowi Wiszniewskiemu przypisuje jednak jakąś rolę w wydaniu Prawd chrześcijańskich).